# اوسوبلاها
اوسوبلاها (به چکی: Osoblaha) یک منطقهٔ مسکونی در جمهوری چک است که در شهرستان برونتال واقع شده‌است. اوسوبلاها ۱٬۱۲۹ نفر جمعیت دارد.